# Корат (котка)
Вижте пояснителната страница за други значения на Корат.
Корат е порода късокосместа домашна котка произлизаща от Тайланд. Носи името на едноименното тайландско плато Корат.

## Произход
Котките Корат се споменават в древен сборник със стихове, т.нар. „Книга със стихове за котките“, създадена между 1350 и 1767 г. В Тайланд, някогашния Сиам, както и в Япония те се отглеждат от векове като са високо ценени и се е смятало, че носят щастие. Били са предназначени главно за високопоставени лица и е било строго забранено да се изнасят извън страната. Те попадат в Европа едва в края на 19 в. и доста бързо си спечелват популярност.

## Външен вид
Малки до средни размери. Главата е със сърцевидна форма, очите са кръгли, големи и блестящи, в син цвят докато котенцата са малки, след което стават зелени. Козината е къса, гладко прилепваща към тялото, мека, без подкосъм, сребристо-синя на цвят като устните, носът и възглавничките на лапите могат да бъдат лилави, тъмносини или в розов оттенък.

## Характер
Често я описват като подобна по характер на сиамската котка с всички характерни за ориенталските котки черти и главно изключителна преданост към стопанина. Корат са спокойни котки, много общителни, прекрасно се адаптират към живот в апартаменти. Много умни и съобразителни, обичат играта, недоверчиви са към външни хора. Трудно понасят шума затова много се стресират в изложбена обстановка. Поради това, че нямат подкосъм, лесно се простудяват и могат да имат респираторни проблеми.